# Horacio Gutiérrez
 (avril 2020).
Horacio Gutiérrez (né le 28 août 1948) est un pianiste classique virtuose cubano-américain.

## Jeunesse
Gutiérrez est né à La Havane (Cuba). Il est l'aîné de quatre enfants. Ses parents sont Tomás V. Gutiérrez et Josefina Fernandez Gutiérrez. Sa mère, elle-même pianiste accomplie, l'initie au piano. Son premier professeur est César Pérez Sentenat . Gutiérrez commence à jouer devant un public à quatre ans et, à 11 ans, interprète en tant que soliste le Concerto en ré majeur de Haydn avec l'Orchestre symphonique de La Havane. Lorsque Fidel Castro prend le pouvoir à Cuba en 1959, toute sa famille décide de quitter le pays plutôt que d’envoyer Gutiérrez seul à l’étranger. 
Il s'installe aux États-Unis avec sa famille en 1961, à l’âge de 13 ans. Il étudie à Los Angeles avec Sergei Tarnowsky qui fut le premier professeur de Vladimir Horowitz à Kiev, puis à la Juilliard School avec Adele Marcus, élève russe du pianiste Josef Lhévinne. Il travaille ensuite beaucoup avec le pianiste américain William Masselos, élève de Carl Friedberg, qui avait lui-même étudié avec Clara Schumann et Johannes Brahms.

## Carrière
Il a été vu pour la première fois à la télévision américaine en 1966, lors d'un des concerts pour les jeunes avec Leonard Bernstein, où il joua La grande porte de Kiev des Tableaux d'une exposition de Modeste Moussorgski. 
Le 23 août 1970, Gutiérrez fait ses débuts avec le Los Angeles Philharmonic et Zubin Mehta en interprétant le 3e Concerto pour piano de Rachmaninov. Martin Bernheimer, critique musical au Los Angeles Times, a qualifié sa première apparition avec l'orchestre de « spectaculaire ».
Il vit et travaille actuellement aux États-Unis. Il a rencontré sa femme, la pianiste Patricia Asher, alors qu'elle étudiait avec William Masselos et Adele Marcus à la Juilliard School.
Il fut M.D. Anderson Distinguished Professor of Music  à l'Université de Houston de 1996 à 2003,. Il enseigne actuellement à la Manhattan School of Music. 
La carrière d'interprète de Gutiérrez s'étend sur quatre décennies et il est considéré comme l'un des grands pianistes du XXe siècle par les spécialistes,,,. Gutiérrez souffre d'une bursite et d'une blessure chronique au dos,,. 

## Télévision
- BBC "Previn Music Nights" avec le London Symphony, (1975)
- Série PBS: "Previn et les Pittsburgh" (1976) [13]
- Série PBS: "Previn et les Pittsburgh" (1982) [14]
- Série PBS: En direct du Lincoln Center, " Mostly Mozart Festival " (1985) [15]
- PBS Series: Live from Lincoln Center, " Société de musique de chambre avec Irene Worth et Horacio Gutierrez " (1986) [16]
- The Tonight Show avec Johnny Carson, (1985), (1986) (Trois apparitions)

## Distinctions et récompenses
Il remporta la médaille d'argent au concours international Tchaïkovski de 1970 et fut dès lors invité dans les plus grandes salles de concert du monde grâce à Sol Hurok.
Après son premier récital à Londres, Joan Chissell, critique musical au Times (Londres), a écrit: « Sa virtuosité est du type de celle qui fait la légende.  
Il a joué avec de grands orchestres et chefs d'orchestre, notamment Lorin Maazel, Andrew Davis, Josef Krips, Mstislav Rostropovich, David Zinman, Gérard Schwarz, Andrew Litton, Kurt Masur, James Levine, Gennady Rozhdestvensky, Christoph Eschenbach, Zubin Mehta, Eugene Ormery, Valery Gergiev, Seiji Ozawa, André Previn, Erich Leinsdorf, Youri Ahronovitch, Klaus Tennstedt, Vladimir Ashkenazy, Daniel Barenboim et beaucoup d'autres. 
En 1982, il reçut le prestigieux prix Avery Fisher en reconnaissance de ses réalisations musicales. 
Gutiérrez est surtout connu pour son interprétation du répertoire romantique. Il a été très apprécié pour ses interprétations du style classique dans la musique de compositeurs tels que Haydn, Mozart, Beethoven et Brahms,,,,,,,,,,.  
Il a remporté un Emmy Award pour sa quatrième participation avec le Chamber Music Society du Lincoln Center. 
Il est cité dans l'ouvrage de Harold C. Schonberg sur Les grands pianistes: de Mozart à nos jours. 
Il a enregistré pour EMI, Telarc et Chandos Records. 
Les enregistrements de Gutiérrez comptent: 
- Les concertos n ° 2 et 3 de Prokofiev avec Neeme Järvi et le Royal Concertgebouw Orchestra. L'enregistrement a été honoré depuis sa sortie initiale en 1990. Réédité dans le cadre des concerts de Prokofiev en 2009, il était le choix de l'éditeur de Gramophone en septembre (2009)[32]. Bryce Morrison a écrit dans Gramophone Magazine, ".. . Gutiérrez révèle une des virtuosités les plus enthousiasmantes jamais enregistrées, prenant d'assaut le développement / la cadence du premier mouvement du Second Concerto de manière à faire trembler les petits pianistes. [33]"
- Les concertos pour piano n° 2 et 3 de Rachmaninov avec Lorin Maazel et l'Orchestre symphonique de Pittsburgh. Le disque a été nommé pour un Grammy Award.
- Le concerto pour piano n ° 1 de Brahms avec André Previn et le Royal Philharmonic Orchestra
- Le concerto pour piano n ° 2 à Brahms avec André Previn et le Royal Philharmonic Orchestra
- Le concerto pour piano n ° 1 de Tchaïkovski et la Rhapsodie sur un thème de Rachmaninov de Paganini avec David Zinman et l'Orchestre Symphonique de Baltimore.
- Les préludes de Frédéric Chopin et la Fantasie de Robert Schumann dans un enregistrement réalisé en 2015 et sorti en 2016 sous le label Bridge. Le disque a été nommé pour un Latin Grammy Award dans le meilleur album classique de 2017.

Gutiérrez est un ardent défenseur des compositeurs américains contemporains. Il a exécuté des œuvres de William Schuman, André Previn et George Perle. Son dernier enregistrement, "George Perle: Une rétrospective", a été nommé l'un des dix meilleurs enregistrements de 2006 par The New Yorker. Perle dédie neuf Bagatelles à Gutiérrez. 